# Sapci
Sapci falu Horvátországban, Bród-Szávamente megyében. Közigazgatásilag Garcsinhoz tartozik.

## Fekvése
Bród központjától 16 km-re északkeletre, községközpontjától 1 km-re keletre, Szlavónia középső részén, a Dilj-hegység déli lejtői alatt, a Szávamenti-síkság szélén, Garcsin és Staro Topolje között, a Garčinac-patak partján fekszik. Közvetlenül a falu mellett délre halad át a Zágráb-Vinkovci (-Belgrád) vasútvonal.

## Története
A középkori források nem említik, a török uralom idején azonban valószínűleg már pravoszláv vlach martalócok lakták, akik a török sereg segédcsapataihoz tartoztak. A török kiűzése során a vlachok távoztak és helyükre Boszniából katolikus horvát menekültek települtek be.
1698-ban „Sabcza” néven 9 portával hajdútelepülésként szerepel a török uralom alól felszabadított szlavóniai települések kamarai összeírásában. Az egyházi vizitáció iratai szerint 1730-ban 15 katolikus háza és egy Szent Antal kápolnája volt. Az 1746-os vizitáció jelentése szerint 21 házában 115 katolikus lakos élt és egy Szent Didak kápolna állt itt. 1760-ban 31 katolikus házában, 33 családban, 232 lakosa volt. 1780-ban a katonai leírás szerint már 38 ház állt a településen. A Garčinac-patak nyáron gyakran kiszáradt. Nagyobb eső, vagy hosszan tartó esős időjárás idején elöntötte a környező réteket és ekkor a falutól délre a Jelas nevű mocsaras terület alakult ki. A falutól északra a Livada nevű erdő, valójában egy ritka fával borított, bokros terület volt.
Az első katonai felmérés térképén „Sapcze” néven található. Lipszky János 1808-ban Budán kiadott repertóriumában „Sapcza” néven szerepel. Nagy Lajos 1829-ben kiadott művében „Sapcza” néven 46 házzal, 236 katolikus vallású lakossal találjuk. A katonai közigazgatás megszüntetése után 1871-ben Pozsega vármegyéhez csatolták. Az Osztrák-Magyar Monarchia idejében német és ruszin családok települtek ide. Ugyanakkor Likából, a horvát Hegyvidékről, Dalmáciából és Boszniából katolikus horvátok települtek be.
A településnek 1857-ben 234, 1910-ben 460 lakosa volt. Pozsega vármegye Bródi járásának része volt. Az 1910-es népszámlálás adatai szerint lakosságának 55%-a horvát, 20%-a német, 13%-a ruszin, 6%-a magyar anyanyelvű volt. Az első világháború után 1918-ban az új szerb-horvát-szlovén állam, majd később (1929-ben) Jugoszlávia része lett. 1943-ban a német családoknak el kellett hagyni a falut. 1991-től a független Horvátországhoz tartozik. 1991-ben lakosságának 98%-a horvát nemzetiségű volt. 2011-ben a településnek 504 lakosa volt.

## Lakossága

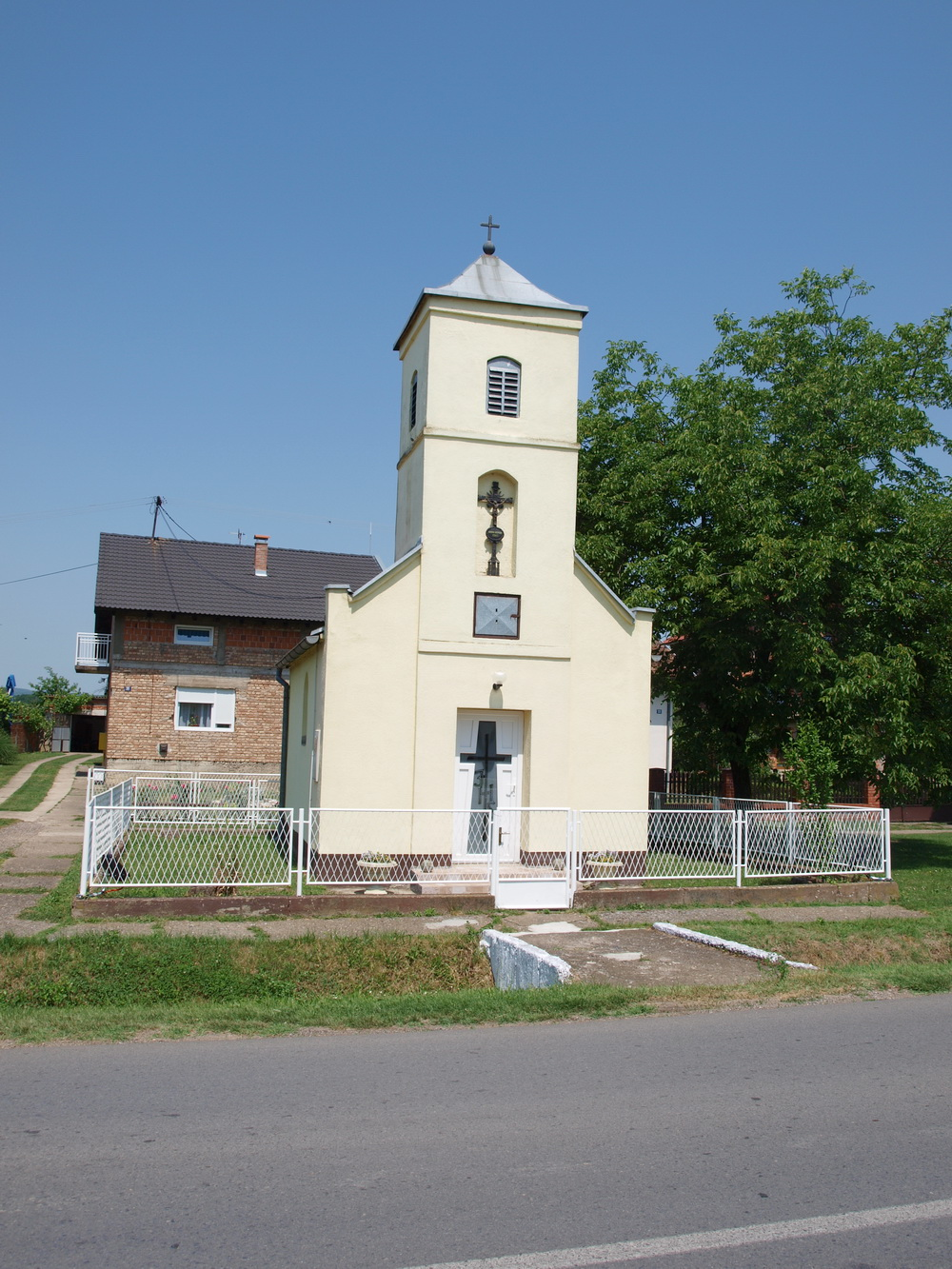
A Szent János kápolna

| Lakosság változása | Lakosság változása | Lakosság változása | Lakosság változása | Lakosság változása | Lakosság változása | Lakosság változása | Lakosság változása | Lakosság változása | Lakosság változása | Lakosság változása | Lakosság változása | Lakosság változása | Lakosság változása | Lakosság változása | Lakosság változása |
| ------------------ | ------------------ | ------------------ | ------------------ | ------------------ | ------------------ | ------------------ | ------------------ | ------------------ | ------------------ | ------------------ | ------------------ | ------------------ | ------------------ | ------------------ | ------------------ |
| 1857               | 1869               | 1880               | 1890               | 1900               | 1910               | 1921               | 1931               | 1948               | 1953               | 1961               | 1971               | 1981               | 1991               | 2001               | 2011               |
| 234                | 276                | 195                | 322                | 330                | 460                | 441                | 452                | 483                | 613                | 643                | 596                | 554                | 575                | 566                | 504                |

## Nevezetességei
Keresztelő Szent János tiszteletére szentelt római katolikus kápolnája 1862-ben épült.

## Oktatás
A településen a garcsini elemi iskola alsó tagozatos területi iskolája működik.

## Sport
Az NK Sapci labdarúgóklubot 1954-ben alapították.